# محمود فوزي عبد الباري
محمــود فوزي عبد الباري عصر هو سياسي مصري، يشغل منصب وزير شؤون المجالس النيابية المصري في مصر منذ 3 يوليو 2024، في وزارة مصطفى مدبولي الثانية.

## حياته ونشأته
- حاصل علي ليسانس الحقوق عام 2000، وماجستير القانون (القانون الخاص والقانون العام) 2001 - 2002 من جامعة طنطا ، والقانون الدولي والمقارن عام 2009 - 2010 من جامعة إنديانا بالولايات المتحدة الأمريكية.

## مناصب
- تولى رئاسة الحملة الانتخابية للرئيس عبد الفتاح السيسي في الانتخابات الرئاسية الأخيرة 2023.
- تولى رئاسة الأمانة الفنية للحوار الوطني في مصر.
- كما شغل منصب أمين عام المجلس الأعلى لتنظيم الإعلام.
- شغل منصب الأمين العام لمجلس النواب المصري، وشغل عضوية لجنة الأمن القومي بمجلس النواب المصري و لجنة الشئون الدستورية والتشريعية و لجنة القيم أيضاً بذات المجلس
- شغل عضوية اللجنة الفنية للإصلاح التشريعي بمجلس الوزراء المصري وعمل مستشارًا قانونيًا لرئيس مجلس النواب ووزراء الاستثمار والتعاون الدولي، والتجارة والصناعة، والمالية لشئون المشاركة مع القطاع الخاص؛ والعدالة الانتقالية ولمحافظ الشرقية و بنك مصر.
- رئيس الأمانة الفنية للجنة العليا للإشراف على مشروعات المشاركة بين القطاعين العام والخاص.[1][2][3][4]
- تدرج في العمل بعدد من أقسام مجلس الدولة المصري حتي وصل لمنصب نائب رئيس المجلس.[5][6][6]